# Hok Sochetra
Hok Sochetra (Nom Pen, República Jemer; 27 de julio de 1974) es un exfutbolista y entrenador de fútbol de Camboya que jugaba en la posición de delantero y que actualmente dirige al Visakha FC de la Liga C.

## Carrera

### Club
| Periodo   | Club              |
| --------- | ----------------- |
| 2002–2004 | Samart United     |
| 2005–2006 | Hello United      |
| 2007      | Phnom Penh Empire |
| 2008–2013 | Preah Khan Reach  |

### Selección nacional
Jugó para Camboya de 1995 a 2003 con la que anotó 20 goles en 26 partidos, con lo que actualmente es el goleador histórico de la selección nacional.		
Participó en los Juegos Asiáticos de 1998 donde anotó un gol en la derrota por 1-4 ante China.

### Entrenador
| Periodo | Club          |
| ------- | ------------- |
| 2012    | Post Tel Club |
| 2012    | Camboya       |
| 2017–   | Visakha FC    |

## Logros

### Jugador
- Liga C: 2

2002, 2013
- Copa Hun Sen: 4

2011, 2012

### Entrenador
- Copa Hun Sen: 2

2020, 2021
- Liga 2 de Camboya: 1

2017